# Buffet freddo
Buffet freddo (Buffet froid) è un film del 1979 diretto da Bertrand Blier.
La pellicola, surreale e sarcastica, ha tra i protagonisti Bernard Blier, padre del regista.

## Trama
Una sera, in una stazione deserta del servizio ferroviario urbano di Parigi, Alphonse Tram, trentenne con un cappotto e un coltello a serramanico, tormenta un contabile con idee strampalate sull'inevitabilità degli omicidi.
Poco più tardi lo stesso contabile viene trovato agonizzante da Alphonse che riconosce come proprio il coltello che l'uomo ha conficcato nell'addome. Ripreso il coltello torna a casa, un appartamento di una torre completamente disabitata nel moderno quartiere della Défense dove racconta alla moglie l'accaduto e esprime il dubbio che non sia stato lui ad uccidere quell'uomo.
La moglie gli riferisce dell'arrivo di un nuovo inquilino al piano di sopra e così Alphonse fa la conoscenza dell'ispettore di polizia Morvandiau al quale confessa tutto, senza alcuna conseguenza.
Il giorno seguente viene trovata uccisa la moglie di Alphonse e un uomo gli si presenta a casa confessando di essere l'assassino e di avere un problema con le donne. Alphonse, per niente turbato, lo invita a mangiare con lui, dopo di che si aggiunge anche l'ispettore e arriva un altro uomo. Questi, affermando di aver visto Alphonse uccidere il contabile, ottiene di ordinare un omicidio su commissione. La vittima si rivelerà lo stesso mandante e l'omicidio viene compiuto, goffamente, da Alphonse insieme all'assassino di sua moglie e all'ispettore, che da questo momento in poi costituiscono una squadra.
Aggiuntasi la vedova della loro vittima, quando si rende necessario un dottore per questa, l'uomo viene ucciso dalla stessa paziente. Per liberarsi del corpo del dottore, i tre si rendono protagonisti di altri omicidi, compreso quello della vedova da parte del paranoico ossessionato dalle donne. Un sicario che dovrebbe uccidere Alphonse, fa fuori proprio l'assassino seriale, prima di essere freddato da quella che doveva essere la sua vittima. 
Raggiunto da una ragazza attraente e misteriosa, Alphonse, insieme a questa su una barca su un lago, getta in acqua l'ispettore che, non sapendo nuotare, affoga, e scopre quindi che la ragazza è la figlia del contabile che l'ha raggiunto per vendicarsi. Si sente uno sparo, anche Alphonse è morto.

## Critica
Per il Dizionario Mereghetti è un «film surreale e provocatorio, dichiaratamente antirealista (...) ma lascia l'impressione di un esercizio di stile gratuito». Per il Dizionario Morandini è una «surreale, perversa, spudoratamente divertente commedia gialla».

## Riconoscimenti
- Premi César 1980: miglior sceneggiatura a Bertrand Blier